# Zakład Karny w Wierzchowie
Zakład Karny w Wierzchowie – jednostka typu zamkniętego dla skazanych mężczyzn odbywających karę po raz pierwszy oraz dla młodocianych.

## Historia
Zakład powstał 4 listopada 1975 r. na podstawie Zarządzenia Nr 67/75/CZZK z dnia 4 listopada 1975 r. z przeznaczeniem dla mężczyzn odbywających karę po raz pierwszy oraz dla młodocianych.
W 1981 na jego terenie na mocy Zarządzenia nr 50/81 ministra sprawiedliwości z 13 grudnia 1981 utworzono Ośrodek Odosobnienia dla internowanych działaczy (wyłącznie mężczyzn) związkowych i opozycyjnych z województw: koszalińskiego (od 13 grudnia 1981) oraz szczecińskiego (od 11 stycznia 1982). Ośrodek zlikwidowano 23 grudnia 1982.
Zakład Karny Wierzchowo współpracuje z organizacjami zewnętrznymi w zakresie m.in. zatrudnienia skazanych, terapii uzależnień, edukacji, działalności kulturalno-oświatowej, aktywizacyjnej i religijnej. W jednostce na bieżąco organizuje się spotkania z rodzinami osób pozbawionych wolności. W jednostce działa Zakład Opieki Zdrowotnej świadczący podstawową opiekę medyczną oraz konsultacje specjalistyczne.
Dyrektorem Zakładu Karnego w Wierzchowie jest  mjr Konrad Nowak, zastępcą dyrektora jest  mjr Jakub Pierzak.

## Dyrektorzy
- mjr Radosław Pewniak[14][10]
- mjr/ppłk Patrycjusz Uchroński (2020–2025)[15][13]
- mjr Konrad Nowak (od 2025)[16][13]

## Struktura organizacyjna
Na strukturę organizacyjną jednostki składają się:
- kierownictwo i stanowiska samodzielne
- dział penitencjarny
- dział ochrony
- dział ewidencji
- dział finansowy
- dział kwatermistrzowski
- oddział terapeutyczny dla osób uzależnionych od środków odurzających i psychotropowych
- zakład opieki zdrowotnej.

## Zadania
Dyrektor Zakładu Karnego w Wierzchowie realizuje zadania na podstawie ustawy z dnia 9 kwietnia 2010 r. o Służbie Więziennej. Do zadań realizowanych należy:
- wykonywanie tymczasowego aresztowania w sposób zabezpieczający prawidłowy tok postępowania karnego,
- ochrona społeczeństwa przed osobami osadzonymi w zakładzie karnym,
- zapewnienie w zakładzie karnym porządku i bezpieczeństwa,
- wykonywanie wszelkich czynności administracyjnych związanych z wykonywaniem tymczasowego aresztowania oraz kar i środków przymusu skutkujących pozbawienie wolności oraz dokumentowania tych czynności
- organizowanie pracy sprzyjającej zdobywaniu umiejętności zawodowych,
- nauczanie oraz zajęcia kulturalno-oświatowe i sportowe,
- wdrażanie skazanych do readaptacji społecznej poprzez stwarzanie warunków sprzyjających do utrzymywania przez nich kontaktów z bliskimi osobami z wolności,
- zapewnienie osobom skazanym na kary pozbawienia wolności lub tymczasowo aresztowanym przestrzegania ich praw, a zwłaszcza humanitarnych warunków odbywania kary, poszanowania godności osobistej, zapewnienia opieki zdrowotnej i możliwości korzystania z posług religijnych.